# 锥吻狼眼绵鳚
锥吻狼眼绵鳚，為輻鰭魚綱鱸形目绵鳚亞目绵鳚科的其中一種，分布於中東太平洋的巴拿馬灣海域，屬底棲性魚類，棲息深度3193-3281公尺，體長可達23公分。

## 扩展阅读
維基物種上的相關：锥吻狼眼绵鳚